# 铜奔马
铜奔马，又称马踏飞燕、马踏飞廉等（参见“名称争议”一节），1969年出土于中国甘肃武威雷台古墓的一件东汉青铜器。现藏甘肃省博物馆。“马踏飞燕”的形象被确定为中华人民共和国国家旅游局的识别标志和“中国优秀旅游城市”标志的主体形象，是国家一级文物。

## 出土
1969年初秋，中国甘肃省原武威县新鲜公社社员在雷台地区挖防空洞时，意外地发现了墓室内的铜车马。但由于缺乏文物常识，农民们破坏了考古现场，并把里面的铜车马放到了库房里。当年10月，武威文化馆工作的党寿山看到墓室和仓库里的铜车马后向上级报告，这些文物在第二年被甘肃省博物馆收藏，青铜奔马就在其中。由于出土时队阵的顺序遗失，只能按照史料记载来重排车马队。在车马队的最前统领全军的就是这匹青铜奔马。后来的考证表明，雷台一带为一张姓将军的家族墓地。

## 扬名天下

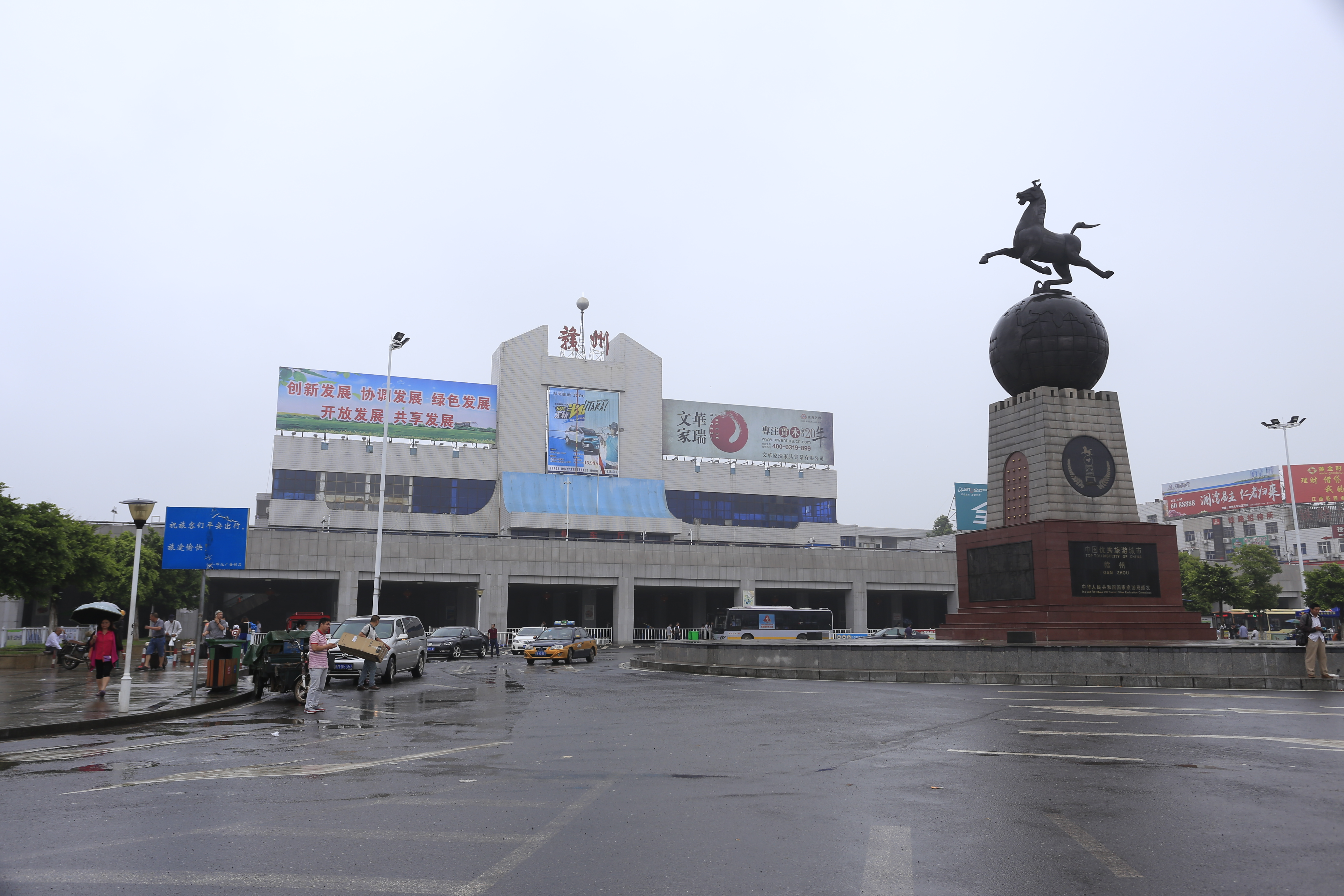
中国优秀旅游城市标志为铜奔马、地球、长城烽堠造型的组合体，如图中赣州站前的雕塑

1971年郭沫若陪同外宾访问兰州，在参观甘肃省博物馆时见到了这件青铜奔马，被这件文物的艺术魅力所倾倒，說「他是這批文物中的寶中之寶！天馬行空，獨來獨往，就算是拿到世界上，都是第一流的藝術珍品。」立刻为其命名马踏飞燕，虽然后来诸多研究表明那不是一只燕子，如尾巴形狀是齊展的，並非開叉的燕尾，此作品是比喻馬跑得很快，連獵鷹也趕不上的意思，故此有人提出銅雕作品應正名為馬踏飛鷹而非馬踏飛燕。但由于这个名称十分传神，被广泛地使用。1973年这件文物被安排在英国和法国展出，引起了很大的轰动。此后该文物巡展欧美14国，由于文物集巧妙的艺术构思与高超的工艺技术水准、且都达到前所未有的水平，因而被西方艺术家誉为“雕塑艺术的极顶之作”。
1983年12月，青铜奔马被定为中国旅游的标志。西北师范大学旅游学院院长、教授把多勋认为，“马超龙雀”在旅游行业中是规范定义，寓意着“中国旅游腾飞、跨越和超越发展之义，对中国旅游业产生了深远影响”；同时还象征着中国文化的博大精深，寓意中国文化在当代全球文化中有着相当重要的体量和位置。

## 造型

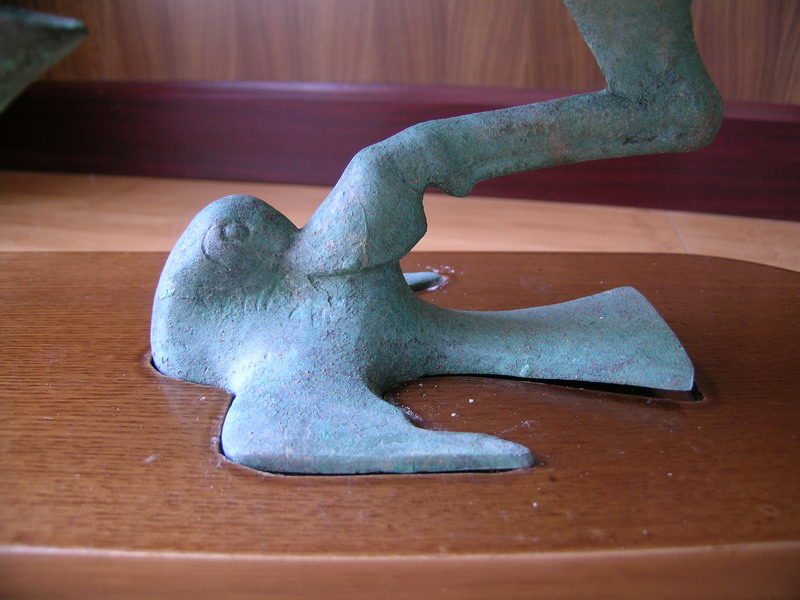
飞鸟（复制品细部）

青铜奔马由通体青铜铸成，表面有一层青绿色的铜锈，高34.5厘米，身长45厘米，宽10.1厘米，重约7.15公斤。铜马昂首嘶鸣，三足腾空，右后足踏在一只飞鸟的背上，飞鸟惊诧地回头观望，喻意神速。这一构思巧妙而科学，整体的支撑点很小，但重心稳定。青铜奔马的塑造灵感可能源自于古代相马术。关于该造型的含义，有不同的解释，一种解释是说马的速度极快，另一种解释是该马为神话中的天马，因此在鸟之上。

## 争议
铜奔马出土后，在各方面均引发了一系列的争议。

### 奔马争议
关于奔马的造型，有四种说法。
- 第一种说法是天马：中国考古中发现的早期马造型一般都是蒙古马形象，即头大，颈粗，躯长，四肢短壮，但骑行速度相对不快。如殷墟妇好墓出土的玉马、陕西秦兵马俑出土的陶马等；而雷台汉墓出土的铜奔马则不同，其体型高大，腾空飞驰，与汉武帝时从西北引进的“天马”相似。
- 第二种说法是骑行神速的“神马”：唐代诗人杜甫《魏将军歌》称：“星缠宝校金盘陀，夜骑天驷超天河。”而“天驷”本指天上二十八星宿之东方苍龙七宿中的第四位星，名“房”，亦称“马祖神”。
- 第三种说法则是骑行速度快，如飞燕般的紫燕骝：骝指黑鬣、黑尾巴的紫红色骏马。铜奔马蹄踏飞燕的造型，很容易让人联想到紫燕骝。
- 第四种说法则是唐太宗所拥有的“六骏”之一“特勒骠”：它与铜奔马扯上关系是因为其奔跑的姿势，一侧前后腿同时凌空腾踔，即“对侧步”；而常见的都是两侧前后脚同时抬起，即“对角步”。能跑“对侧步”的马是特种良马，非常稀少[2]。

### 飞鸟争议
关于飞鸟的造型，有诸多说法。
- 第一种说法是郭沫若所称的燕子。但不少学者认为，这只“鸟”不是燕子，因为尾部没有分叉。
- 第二种说法是这是“龙雀”的造型，龙雀即古代的风神，即飞廉（一作“蜚廉”）[5]。东汉张衡在《东京赋》中写道“龙雀蟠蜿，天马半汉”，龙雀指秦汉神话传说中的风神“飞廉”，但龙雀鸟身鹿头，又与铜奔马蹄下的“鸟”造型不符。也有的专家从飞鸟的形体推断，认为是燕隼。
- 另一种说法是乌鸦。此说系从浙江龙游石窟中的天马行空图中找到的灵感：“天马”前蹄正好在“乌”背上方，好像在追赶着乌鸦。而雷台出土的铜奔马蹄正好踏在乌鸦背上，表示已经超越或逮住了乌鸦，遂又多了一个“天马逮乌”的叫法[2]。

### 年代与主人争议
关于文物出土地点雷台古墓的所属年代，也有诸多说法。出土文物的所在道观始建于明代，系在古墓封土的基础上垒土成台。当地人更习惯把这里叫做“张家大坟”，是当地姓张人家的祖茔地，现已考古发掘出了两座古墓，出土铜奔马的古墓定为“一号墓”。而雷台古墓断代目前已出现东汉、汉魏、西晋、晋末前凉、前凉等五种说法，其中西晋墓一说影响最大。至于铜奔马的主人，考古报告认为是“张某将军”，有学者认为应该是曾任武威郡左骑千人官的东汉人张君。另外，还有“张江”、“张绣”、“张轨”、“张骏”等说法。

### 名称争议
铜奔马的名称一直存在争议，出现了杂乱混用，甚至错误称名的现象。目前，该文物有马超龙雀、马踏飞燕、铜奔马、天马、飞马、铜鹔鹴马等名称，其中文物部门多用“铜奔马”，旅游部门一般沿用社会惯用的“马踏飞燕”称谓，而当年官方文件确定的“马超龙雀”说法反而难觅踪影。至于最早提出“马超龙雀”称名的文化学者则是牛龙菲，他根据张衡《东京赋》“天马半汉，龙雀蟠蜿”的文献资料，将其命名为“超越风神龙雀之行空天马”，简称“天马龙雀”或“马超龙雀”，意为“行空天马漫步神游星汉银河，风神龙雀蟠蜿蜷曲回首惊视”。在上海辞书出版社1987年出版的《中国美术辞典》里，也收录了“马超龙雀”主词条，释文称“后经考证，所谓飞燕并非燕子，乃古代传说中的‘龙雀’，马亦非凡马，而是神马，即‘天马’”。而起初提出“马踏飞燕”、“奔马”称名的人士，之后也对命名进行了修正，例如1982年第2期《考古与文物》发表的论文《雷台东汉墓的车马组合和墓主人初探》中，作者初师宾、张朋川专门在“附注2”中说明：“雷台铜奔马问世后，最初称‘马踏飞燕’，后经笔者改订为‘奔马’。但其步法为同侧二足一齐进退，两侧交替，驯马术称之为‘对侧步’，与通常所谓‘飞奔’不同。称‘奔’不甚确切。”。有不少专家学者提出，杂乱不一的称谓不利于文化的精准传播，也不能确切表达其中蕴含的中国旅游标志的意味，为此权威机构应对此做出权威规范说明。

### 引用
1. ↑  陈一鸣. . 华夏地理 (云南省社会科学院民族文学研究所). 2011年, 106: 55  [2011-08-10]. ISSN 1673-6974. （原始内容存档于2011-07-26）.
2. 1 2 3 4 5  . 北京晚报. 联合早报. 2017-05-19  [2018-05-22]. （原始内容存档于2018-05-23）.
3. 1 2 3  . 参考消息网. 凤凰网. 2018-05-21  [2018-05-22]. （原始内容存档于2018-05-22）.
4. ↑  雷志华; 高策. . 科学技术哲学研究. 2014, 31 (6): 81–86  [2020-12-16].
5. ↑  .   [2022-01-22]. （原始内容存档于2022-01-22）.